# Heterandrium brevicaude
Heterandrium brevicaude är en stekelart som först beskrevs av Mayr 1885.  Heterandrium brevicaude ingår i släktet Heterandrium och familjen fikonsteklar. Inga underarter finns listade i Catalogue of Life.